# 原木站

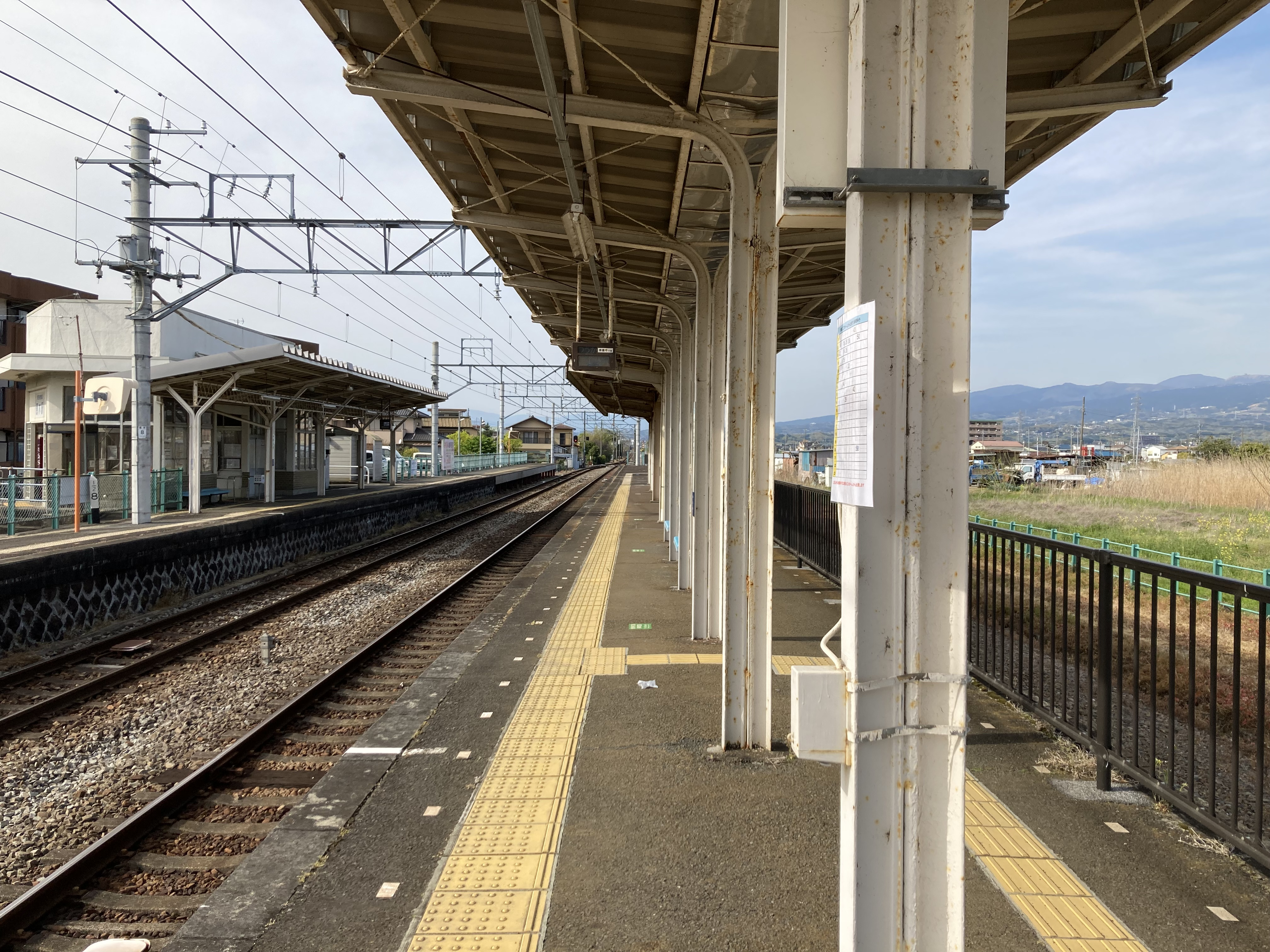
1號月台(2023年4月)

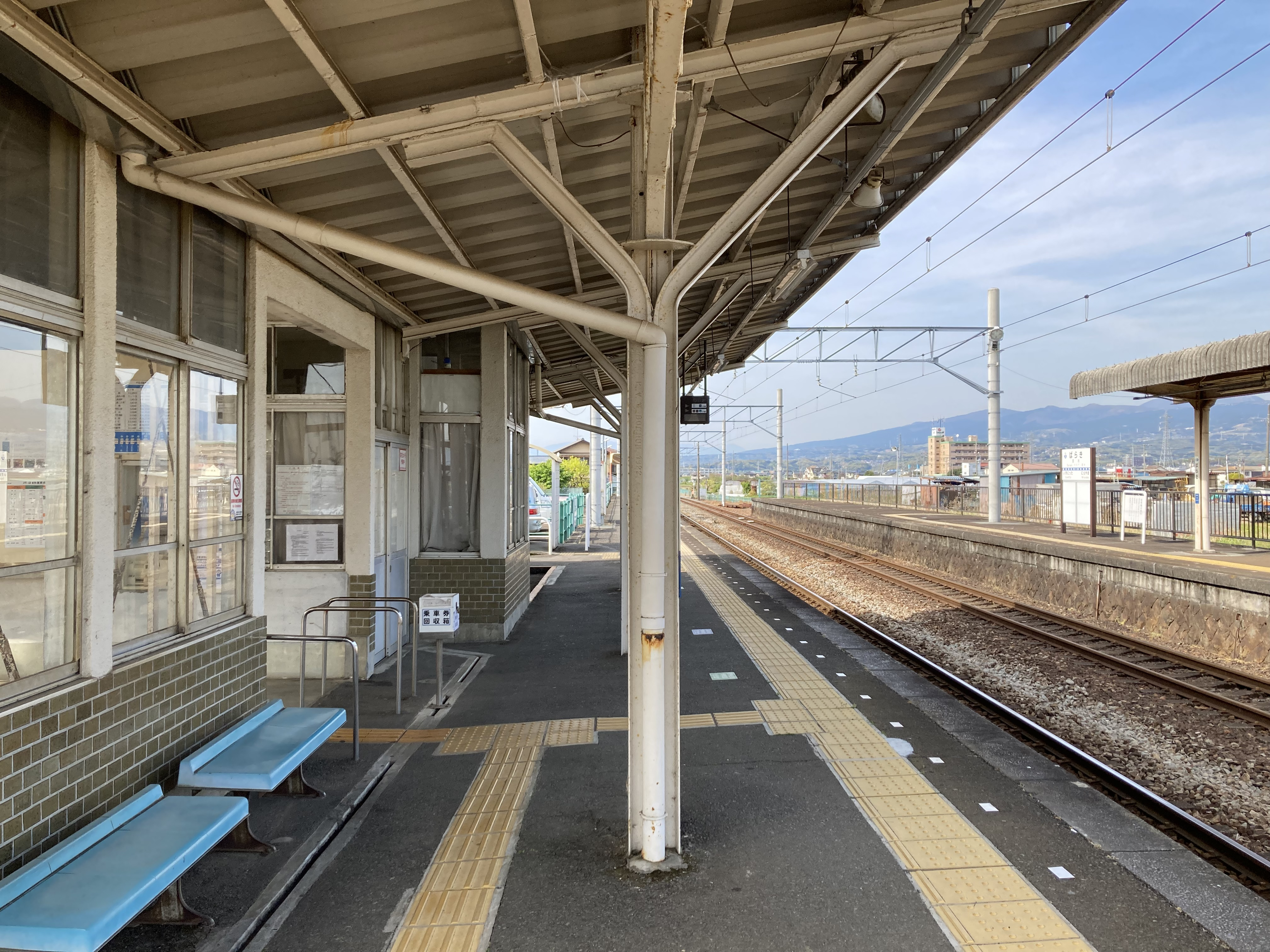
2月台(2023年4月)

原木站（日语：／ Baraki eki */?）是位於靜岡縣伊豆之國市原木763番地之3，伊豆箱根鐵道的駿豆線車站。車站編號為IS07。

## 歷史
- 1898年（明治31年）5月20日：三島町（現時：三島田町）至南條（現時：伊豆長岡）之間開通，此站啟用。
- 1971年（昭和46年）5月1日：成為無人車站。

## 車站構造
此站是地面車站，設有2面2線的相對式月台。車站大樓位於2號月台側，與1號月台之間設有站內平交道。當列車接近車站時，會播放國鐵型(永樂初期款式)接近廣播。
曾經在1號月台側設有側線，但是長年以來沒有使用，而架空電纜也撤走。在2013年，側線路軌也撤走了。現時，鄰接側線一方的月台加設了柵欄。
此站是無人車站，設有輕觸式自動售票機。另外設有乘車證明票發行機和對講機（聯絡伊豆長岡站職員）。
在普通列車所有列車一人控制化同時，除了部分時段外，此站沒有車站職員當值。

### 月台
| 月台 | 路線   | 上下行 | 方向        |
| ---- | ------ | ------ | ----------- |
| 1    | 駿豆線 | 下行   | 修善寺方向  |
| 2    | 駿豆線 | 上行   | 三島方向    |
| 2    | 駿豆線 | 下行   | 修善寺方向※ |

※當不需要列車交會時候，下行普通列車會在2號月台出發。這樣乘客不需要越過站內平交道。

## 使用狀況
根據「靜岡縣統計年鑑」，在2018年（平成30年）度，1日平均乘車人次為336人。
| 年度               | 1日平均 乘車人次 | 參考資料 |
| ------------------ | ---------------- | -------- |
| 1993年（平成05年） | 554              | [ * 1 ]  |
| 1994年（平成06年） | 548              | [ * 2 ]  |
| 1995年（平成07年） | 655              | [ * 3 ]  |
| 1996年（平成08年） | 640              | [ * 4 ]  |
| 1997年（平成09年） | 595              | [ * 5 ]  |
| 1998年（平成10年） | 570              | [ * 6 ]  |
| 1999年（平成11年） | 429              | [ * 7 ]  |
| 2000年（平成12年） | 414              | [ * 8 ]  |
| 2001年（平成13年） | 381              | [ * 9 ]  |
| 2002年（平成14年） | 364              | [ * 10 ] |
| 2003年（平成15年） | 369              | [ * 11 ] |
| 2004年（平成16年） | 341              | [ * 12 ] |
| 2005年（平成17年） | 343              | [ * 13 ] |
| 2006年（平成18年） | 359              | [ * 14 ] |
| 2007年（平成19年） | 365              | [ * 15 ] |
| 2008年（平成20年） | 374              | [ * 16 ] |
| 2009年（平成21年） | 383              | [ * 17 ] |
| 2010年（平成22年） | 386              | [ * 18 ] |
| 2011年（平成23年） | 378              | [ * 19 ] |
| 2012年（平成24年） | 363              | [ * 20 ] |
| 2013年（平成25年） | 370              | [ * 21 ] |
| 2014年（平成26年） | 353              | [ * 22 ] |
| 2015年（平成27年） | 363              | [ * 23 ] |
| 2016年（平成28年） | 344              | [ * 24 ] |
| 2017年（平成29年） | 342              | [ * 25 ] |
| 2018年（平成30年） | 336              | [ * 26 ] |

## 車站周邊
車站周邊為住宅區，很少商店。站前設有咖啡店。
- 國清寺
- 毘沙門堂
- 觀音堂

## 巴士路線
| 乘車處   | 乘車處 | 系統                 | 主要途經             | 目的地           | 巴士公司         | 備註            |
| -------- | ------ | -------------------- | -------------------- | ---------------- | ---------------- | --------------- |
| 原木站南 |        |                      | 江馬口、韮山站、多田 | 富士美幼稚園     | 東海巴士橙色穿梭 | 上學日只開設1班 |
| 原木站南 |        | 江馬口、韮山站、多田 | 奈古谷溫泉口         | 東海巴士橙色穿梭 | 只於上學日服務   |                 |

## 相鄰車站
伊豆箱根鐵道
■駿豆線
■特急「踊子」
通過
■普通
伊豆仁田（IS06）－原木（IS07）－韮山（IS08）

## 注腳
1. ↑  靜岡縣統計年鑑1993（平成5年）PDF（日語）
2. ↑  靜岡縣統計年鑑1994（平成6年）PDF（日語）
3. ↑  靜岡縣統計年鑑1995（平成7年）PDF（日語）
4. ↑  靜岡縣統計年鑑1996（平成8年）PDF（日語）
5. ↑  靜岡縣統計年鑑1997（平成9年）PDF（日語）
6. ↑  靜岡縣統計年鑑1998（平成10年）PDF（日語）
7. ↑  靜岡縣統計年鑑1999（平成11年）PDF（日語）
8. ↑  靜岡縣統計年鑑2000（平成12年）PDF（日語）
9. ↑  靜岡縣統計年鑑2001（平成13年）PDF（日語）
10. ↑  靜岡縣統計年鑑2002（平成14年）PDF（日語）
11. ↑  靜岡縣統計年鑑2003（平成15年）PDF（日語）
12. ↑  靜岡縣統計年鑑2004（平成16年）PDF（日語）
13. ↑  靜岡縣統計年鑑2005（平成17年）PDF（日語）
14. ↑  靜岡縣統計年鑑2006（平成18年）PDF（日語）
15. ↑  靜岡縣統計年鑑2007（平成19年）PDF（日語）
16. ↑  靜岡縣統計年鑑2008（平成20年）PDF（日語）
17. ↑  靜岡縣統計年鑑2009（平成21年）PDF（日語）
18. ↑  靜岡縣統計年鑑2010（平成22年）PDF（日語）
19. ↑  靜岡縣統計年鑑2011（平成23年）PDF（日語）
20. ↑  靜岡縣統計年鑑2012（平成24年）PDF（日語）
21. ↑  靜岡縣統計年鑑2013（平成25年）PDF（日語）
22. ↑  靜岡縣統計年鑑2014（平成26年）PDF（日語）
23. ↑  靜岡縣統計年鑑2015（平成27年）PDF（日語）
24. ↑  靜岡縣統計年鑑2016（平成28年）PDF（日語）
25. ↑  靜岡縣統計年鑑2017（平成29年）PDF（日語）
26. ↑  靜岡縣統計年鑑2018（平成30年）PDF（日語）

## 外部連結
- 伊豆箱根鐵道　原木站 （页面存档备份，存于）（日語）